# Пам и Томи
Пам и Томи (енгл. Pam & Tommy) — америчка биографска мини-серија која приказује брак између глумице Памеле Андерсон (Лили Џејмс) и бубњара Томија Лија (Себастијан Стен), током периода када је њихов неовлашћени снимак секса објављен у јавности. Темељи се на чланку „Pam and Tommy: The Untold Story of the World's Most Infamous Sex Tape” Аманде Шикаго Луис за Rolling Stone из 2014. године.
Развој серије је најављен 2018. године, а Џејмс Франко је потписан за режију и улогу Лија. Hulu је у децембру 2020. године наручио серију, најављујући Џејмсову у улози Андерсонове, а Стена као замену за Франка који је напустио пројекат. Најаве кастинга су објављене током 2021, а снимање је трајало између априла и јула 2021. у Лос Анђелесу.
Прве три епизоде приказане су 2. фебруара 2022. године, у режији Крејга Гилеспија, док су остале епизоде приказиване на седмичном нивоу.

## Премиса
Пам и Томи приказује турбулентни трогодишњи брак између Памеле Андерсон и Томија Лија, са посебним нагласком на крађу и илегалну дистрибуцију злогласног снимка секса који је пар приватно снимио током свог меденог месеца.

## Улоге
| Глумац          | Улога           |
| --------------- | --------------- |
| Лили Џејмс      | Памела Андерсон |
| Себастијан Стен | Томи Ли         |
| Ник Оферман     | Милти           |
| Сет Роген       | Ранд Готје      |
| Тејлор Шилинг   | Ерика Готје     |
| Пепи Сонуга     | Мелани          |
| Ендру Дајс Клеј | Бучи            |
| Можан Марно     | Гејл Чватски    |
| Фред Хехингер   | Сет Варшавски   |
| Пол Бен Виктор  | Ричард Олден    |
| Мајк Сили       | Хју Хефнер      |
| Медалион Рахими | Данијела        |
| Дон Харви       | Ентони Пеликано |
| Адам Реј        | Џеј Лено        |

## Епизоде
| Бр. еп. | Наслов | Редитељ              | Сценариста                      | Премијера                       |
| ------- | ------ | -------------------- | ------------------------------- | ------------------------------- |
| 1       |        | Крејг Гилеспи        | Роберт Сигел                    | 2. фебруар 2022. 14. јун 2022.  |
| 2       |        | Крејг Гилеспи        | Роберт Сигел                    | 2. фебруар 2022. 14. јун 2022.  |
| 3       |        | Крејг Гилеспи        | Д. В. Девинсентис               | 2. фебруар 2022. 14. јун 2022.  |
| 4       |        | Лејк Бел             | Метју Бас и Теодор Бресман      | 9. фебруар 2022. 14. јун 2022.  |
| 5       |        | Гвинет Хордер Пејтон | Брук Бејкер и Д. В. Девинсентис | 16. фебруар 2022. 14. јун 2022. |
| 6       |        | Хана Фидел           | Сара Габинс                     | 23. фебруар 2022. 14. јун 2022. |
| 7       |        | Лејк Бел             | Д. В. Девинсентис               | 2. март 2022. 14. јун 2022.     |
| 8       |        | Гвинет Хордер Пејтон | Роберт Сигел                    | 9. март 2022. 14. јун 2022.     |